# Ceropegia robivelonae
Ceropegia robivelonae är en oleanderväxtart som beskrevs av W. Rauh och Gerold. Ceropegia robivelonae ingår i släktet Ceropegia och familjen oleanderväxter. Inga underarter finns listade i Catalogue of Life.